# Акцидентні шрифти
Акцидéнтні шр́ифти (англ. display typefaces, нім. Akzidenzschriften) — шрифти, призначені для виділення (акциденції). Використовуються в основному в заголовках. На відміну від текстових шрифтів — акцидентні спроектовані таким чином, що вони малопридатні для використання в шпальтовому складанні та верстанні текстів, які довші за кілька слів. Слово «акцидентний» походить від лат. accidentia, що означає «випадковість».